# Deltamys kempi
Deltamys kempi (Thomas, 1917) è un roditore della famiglia dei Cricetidi diffuso nell'America meridionale.

## Descrizione

### Dimensioni
Roditore di piccole dimensioni, con la lunghezza della testa e del corpo tra 89 e 108 mm, la lunghezza della coda tra 74 e 87 mm, la lunghezza del piede tra 20 e 22 mm, la lunghezza delle orecchie tra 12 e 14 mm e un peso fino a 26,4 g.

### Aspetto
Il corpo è tozzo, la testa è grande e gli arti sono corti. La pelliccia è soffice, densa e vellutata. Le parti dorsali sono bruno-nerastre, i fianchi sono più chiari, mentre le parti ventrali sono grigio-brunastre. Gli occhi sono piccoli. Le orecchie sono relativamente corte, arrotondate ricoperte di piccoli peli nerastri e parzialmente nascoste nella pelliccia. Le zampe sono grigio scure. gli artigli delle dita dei piedi sono relativamente robusti. La coda è leggermente più corta della testa e del corpo, leggermente più chiara sotto e finemente rivestita di piccoli peli. Il cariotipo è 2n=35-38 FN=38.

## Biologia

### Comportamento
È una specie probabilmente fossoria nonostante frequenti ambienti acquatici. Costruisce nidi all'interno di tronchi abbattuti.

### Alimentazione
Si nutre di insetti e talvolta semi e parti vegetali.

### Riproduzione
Danno alla luce 4 piccoli alla volta.

## Distribuzione e habitat
Questa specie è diffusa nell'estrema parte meridionale del Brasile, in Uruguay e nell'Argentina nord-orientale.
Vive negli acquitrini in prossimità di zone umide, zone alluvionali e canneti.

## Tassonomia
Sono state riconosciute 2 sottospecie:
- D.k.kempi: Delta del Paranà ed estuario del Río de la Plata nell'Argentina nord-orientale;
- D.k.langguthi (Gonzalez & Massoia, 1995): Uruguay, stato brasiliano meridionale del Rio Grande do Sul.

## Conservazione
La IUCN Red List, considerato il vasto areale, la popolazione presumibilmente numerosa e la presenza in diverse aree protette, classifica D.kempi come specie a rischio minimo (Least Concern).